# Hannibal Lecter
El Dr. Hannibal Lecter es un psicópata de ficción inventado por el novelista Thomas Harris, que se da a conocer en la novela El dragón rojo (1981). Sus vivencias continúan en The Silence of the Lambs (1988) prosiguen en Hannibal (1999) y culminan en Hannibal el origen del mal (2006). 
El asesino novelesco Hannibal Lecter adquirió su gran éxito mundial cuando Jonathan Demme llevó su historia al cine en The Silence of the Lambs, encarnado por Anthony Hopkins.  También se llevaron al cine el resto de la saga de novelas, siendo el filme más reciente Hannibal, el origen del mal, estrenado el 16 de marzo de 2007 y dirigido por Peter Webber. En él, Lecter, lógicamente por una cuestión de edad, no fue encarnado por el maduro Anthony Hopkins (quien ganó un Óscar por su papel en The Silence of the Lambs), sino por el joven francés Gaspard Ulliel.

## Origen del personaje
El novelista Thomas Harris mencionó en el prólogo de la nueva edición de The Silence of the Lambs que, para el personaje de Lecter, se inspiró en un médico de nombre Alfredo Balli Treviño, también conocido como «Dr. Salazar» pero apodado en la prensa como "El Monstruo de la Talleres", que purgaba una condena de 20 años en una prisión de Monterrey (Nuevo León, México), por haber matado a su pareja sentimental. Harris lo entrevistó en 1963 y le llamó la atención la elegancia de su porte.
Mientras trabajaba para la revisa Argosy en 1963, el escritor Thomas Harris visito al criminal estadounidense Dykes Askew Simmons quien se encontraba en la Prisión Estatal de Nuevo León en la ciudad de Monterrey por haber asesinado a tres personas y que había sido condenado a muerte por sus crímenes aunque su condena sería conmutada a 30 años finalmente y que logró fugarse de la prisión en 1969 vestido con el hábito de una monja que su esposa le había dado furtivamente tras lo cual se confundió entre un grupo de monjas que había visitado la prisión para realizar labores de caridad entre los prisioneros y huyó; aunque moriría atropellado meses después en Fort Worth, Texas. Simmons había intentado escapar unos días antes de la visita de Harris y recibió un disparo por uno de los guardias de la prisión pero su vida fue salvada por un tal Dr. Salazar. Harris entrevisto a Salazar y discutieron las motivaciones psicológicas de los crímenes de Simmons e incluso debatieron la naturaleza filosófica de la maldad. Harris describió a "Salazar" como un hombre pequeño con cabello rojo oscuro que se mantenía siempre quieto y poseía una "cierta elegancia". Harris terminó la visita invitando a "Salazar" a visitarlo en Estados Unidos y no se dio cuenta de que Salazar era en realidad otro reo más hasta que habló con el director del penal quien le contó a Harris como Salazar era un asesino que, gracias a sus habilidades médicas, era capaz de empacar a sus víctimas en cajas sorprendetemente pequeñas.
Después se descubriría que "Salazar" era en realidad Alfredo Balli Treviño, el último criminal mexicano condenado a muerte antes de la abolición de dicha condena.
Ballí era un doctor de una familia de clase alta de Monterrey que había asesinado a su amigo y amante Jesús Castillo Rangel y después mutiló el cadáver; también se sospechó que Ballí había asesinado y descuartizado a varios viajeros durante la segunda mitad de la década de 1950 y la primera de la década de 1960, aunque nunca fue vinculado a estos crímenes y solo fue condenado por la muerte de su pareja. La condena de Ballí fue conmutada a 20 años de prisión y fue liberado en 1981 tras lo cual siguió trabajando como médico hasta su muerte en 2009, más tarde expresando profundo arrepentimiento por sus crímenes.

## Características
Normalmente, resulta difícil utilizar algún calificativo para referirse a él, ya que a lo largo de la saga hay quienes afirman que «no existe palabra que lo describa… excepto “monstruo”». Sin embargo, el erudito asesino doctor Lecter podría ser definido como un psiquiatra sociópata, genio desequilibrado que gusta de la gastronomía que, combinada con su canibalismo provoca curiosas combinaciones como hígado acompañado de habas, el corazón o parte de los órganos de la región craneal, brochetas hechas a partir de sus mejillas, entre otros, de las víctimas que asesina. Su personalidad es en realidad una amalgama compuesta de dos facetas que habitualmente él manifiesta de manera alternada, según la situación: Por un lado (el que más frecuentemente muestra en público) es un hombre culto, refinado, de modales exquisitos y buen comportamiento, además de amante del arte, la música clásica y la buena cocina. El alter ego de ese aspecto suyo (que se permite manifestar en instancias más privadas) es un comportamiento cínico, manipulador y con cierta tendencia a castigar con una severidad variable lo que él estima como «malos modos».
La intuición que pone en práctica casi toda vez que «interactúa» con alguien, y que por regla general complementa con lo que le indican sus sentidos, le resulta un instrumento útil porque el grado de acierto en sus conclusiones tiende a desconcertar a quienes hablan con él. Cada vez que habla con alguien, desde antes de que le dirija la siguiente frase, él ya parece tener una idea clara de lo que su interlocutor está pensando o del más auténtico y profundo deseo que invade su corazón en ese momento.
Apodado Hannibal el Caníbal, en El dragón rojo, Lecter pone a Francis Dolarhyde contra Will Graham y su familia. En The Silence of the Lambs Lecter ayuda a Clarice Starling, una estudiante agente del F.B.I., a capturar a través de un perfil psicológico a un asesino en serie que despelleja a sus víctimas, apodado «Buffalo Bill». En Hannibal el psiquiatra está fugitivo, pero su identidad es descubierta y vendida por el Agente de Policía Pazzi a Mason Verger, la cuarta víctima de Lecter, que sobrevivió y quiere vengarse de él.

## Historia
Nacido en Lituania, su padre era un noble y su madre pertenecía a la aristocracia italiana. Presumiblemente es descendiente de los Sforza, patrocinadores de Leonardo da Vinci en el Renacimiento, y los Visconti, importante familia de Milán la cual lleva por escudo un Dragón antropófago.
A los 6 años de edad Lecter padeció eventos traumáticos de gran intensidad; durante la Segunda Guerra Mundial las propiedades de la familia fueron bombardeadas por los nazis y sus padres posteriormente serían asesinados en un bombardeo en el patio de su casa de campo, por lo que él y su hermana menor Mischa (a la que adoraba) quedaron huérfanos.Poco después Hannibal Lecter y su hermana fueron prisioneros de los «Hiwis» (lituanos traidores que ayudaban a los nazis).Estos hombres, desechados al poco tiempo por los alemanes, se hacían pasar por brigadas de la Cruz Roja, robando y matando en ambos bandos, protegidos por su uniforme médico y un arsenal robado. El azar los llevó al refugio donde se escondía la familia Lecter, donde instalaron su «campamento médico». Al recrudecer el invierno y quedarse sin alimentos, mataron a la pequeña Mischa y se la comieron. Eso es lo que se conoce de su infancia, la cual sin duda sembró las bases de su tendencia al canibalismo. Por esas fechas, Lituania sufría la devastación de la Segunda Guerra Mundial, debido a que colapsó el Frente Este de Europa y los alemanes atacaron la Unión Soviética. 
En los años subsecuentes, Lecter, quien se obsesiona con eliminar a los Hiwis culpables de esta atrocidad, comienza su carrera asesina de forma «justificada», pero después encuentra un profundo gusto por esta actividad.
Entre 1970 y 1975, Lecter adquiere el Título de Doctor en Psiquiatría en el estado de Maryland (Estados Unidos). En 1975, trabaja como perito en psiquiatría para las cortes de Maryland y Virginia. La cuarta víctima de Lecter es Mason Verger, personaje de tendencias homosexuales y pedófilo, el cual se suma a la lista de pacientes influyentes y, consecuentemente, adquiere cierta amistad con el Dr. Lecter. Este acepta una invitación al departamento del Señor Verger, en donde bajo el efecto de Popper, Lecter sugestiona al señor Verger para autoinfligirse graves heridas en la cara, quitándose secciones de la misma. Posteriormente, el Dr. Lecter le rompe el cuello.
El señor Mason Verger sobrevivió quedando tetrapléjico y deforme facialmente (este personaje es una de las 3 víctimas que sobreviven a los ataques de Lecter).
Al desempeñarse como auxiliar del FBI en la elaboración de perfiles psicológicos criminales, Lecter traba una relación amistosa con el agente especial William Graham, quien a la postre se convertirá en una de sus víctimas y su segunda y penúltima en sobrevivir (junto con una enfermera del Hospital Forense del Estado de Baltimore, a la que ataca durante un descuido en la vigilancia). Este hecho es el que lo pone al descubierto y posteriormente es capturado para ser procesado en un juicio que genera una lista de 9 víctimas comprobables hasta ese momento. El Dr. Lecter es sentenciado a 9 cadenas perpetuas, en el Hospital Forense del Estado de Baltimore.

## Manhunter
Will Graham (William Petersen) regresa al cuerpo de policía persuadido por un compañero. Encargado de la difícil tarea de dar caza a un escurridizo asesino que ataca sólo los días de luna llena, Graham decide emplear métodos poco convencionales. De este modo, recurre al doctor Hannibal Lecter (Brian Cox), otro asesino en serie, para entrar en la mente del asesino, pero esto le llevará a estar expuesto a la inteligencia de un genio, poniendo en peligro su salud mental.

## Red Dragon
Mientras es confinado, William Graham (Edward Norton) consulta al Dr. Lecter para que le desarrolle el perfil psicológico del asesino apodado por el periódico amarillista National Tattler como «El hada de los dientes», cuyo nombre real es Francis Dolarhyde. Asesino que se haría llamar «El Dragón Rojo» y que bajo la influencia de una de las ilustraciones de William Blake - «El Gran Dragón Rojo y la Mujer Vestida de Sol» - mata a familias completas internándose en sus casas. Es aquí cuando Dolarhyde tiene contacto vía correo con el Dr. Lecter, provocando que el asesino persiga al Agente Especial y a su familia.
Esta novela ha sido llevada a la pantalla grande en dos ocasiones. La primera en 1986, dirigida por Michael Mann, tuvo el título original de Manhunter. Su recepción en las taquillas no fue digna de mención, si bien es un film realizado con cuidado y bastante apego a la novela de Thomas Harris. El productor Dino de Laurentiis afirmó que no quedó contento con ella, y produjo también la segunda versión, The Red Dragon (2002). Con el éxito de The Silence of the Lambs y Hannibal a cuestas, fue dirigida por el joven pero experimentado Brett Ratner. A pesar de que su estreno causó más ruido que la primera versión, esta no aporta mucho más que la primera, desde el punto de vista cinematográfico, con la probable excepción de que la historia se enfoca más en Lecter que lo que lo hizo la primera. Ello convirtió este filme en uno de los más notables e influyentes en la historia de este peculiar asesino.

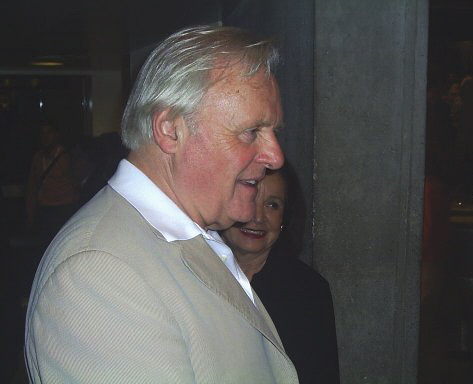
Anthony Hopkins, actor que interpretó a Hannibal Lecter en cine.

## The Silence of the Lambs
Posteriormente, Lecter es consultado por la estudiante de la academia del F.B.I., Clarice Starling. Se le solicita el perfil psicológico y reconocimiento del asesino serial apodado Buffalo Bill personaje que se caracteriza por utilizar la piel de sus víctimas y confeccionarse un traje a la medida, consecuencia de su obsesión por convertirse en su propia madre. Es en esta etapa que logra escapar y agregarse unas cuantas víctimas; entre ellas un vecino de la celda de al lado (Múltiple Migs), 2 guardias y el entonces Director del Hospital donde purgaba sus condenas. El papel de la agente Starling es interpretado por Jodie Foster.

## Hannibal
Durante 10 años, Lecter es señalado por el FBI como uno de los 10 delincuentes fugitivos más buscados, sin poder encontrarlo o capturarlo.
Con Julianne Moore en el papel de la detective que lo persigue. Es en esta novela que el autor desarrolla toda una trama para exaltar la figura del Doctor fugitivo y para hacer patente una vida inconforme de la Agente Especial Starling, debido a ciertos problemas de carácter profesional con su superior: Paul Krendler. 
El Doctor Lecter hace aparición en la vida de ambos, luego de ser perseguido por el Inspector Rinaldo Pazzi, un italiano que se ve tentado por adquirir la recompensa ilegal que ofrece Mason Verger en una página de Internet. 
El final de la película difiere bastante de la versión del libro. Mientras que en la versión fílmica Hannibal consigue escapar no sin acabar manco (Clarice consigue esposarle junto a ella, pero ante la llegada de la policía, Hannibal amputa su mano, besándola en los labios un instante antes); en el libro, el doctor logra seducir a Clarice de una manera muy poco ortodoxa y ambos se fugan a vivir juntos en Argentina.

## Hannibal, el origen del mal
Último film y libro (2007) de la serie, Hannibal Rising nos cuenta la historia de cómo el Dr. Lecter forjó su personalidad canibalista y asesina. 
La historia se desarrolla en la Europa de la Segunda Guerra Mundial, huyendo del peligro con su familia, se adentran en el bosque de sus propiedades. Al atacar el área, su padre, su madre y el profesor que lo tomó como pupilo mueren.
Al encontrarse escondidos en la guarida de caza, Hannibal y Mischa, se encuentran saqueados por un grupo de colaborasionistas lituanos de la Gestapo, que fingiendo ser de la Cruz Roja, despojan de sus propiedades a los muertos, enfermos o a quien no pueda defenderse de ellos.
Hannibal se ve afectado al ver como su hermanita sufría, intenta por todos los medios darle de su comida, e insiste en protegerla. Un día que más tarde se encontrará entre los recuerdos de Hannibal, su hermana pequeña es llevada por los hombres lejos de la vista de él. Aunque intenta recordar que pasó luego, no lo consigue.
Es cuidado en un orfanato soviético del viejo castillo Lecter, antiguamente perteneciente a su familia, hasta que el Conde Lecter, su tío, lo lleva a Francia, donde es cuidado bajo su tutela y la de Lady Murasaki.
A su cuidado, Hannibal logra recuperar el habla (no la había perdido, solo que no la utilizaba desde la desaparición de Mischa) ya que siente un gran afecto y admiración hacia la mujer.
Un día en el mercado, Lady Murasaki es ofendida por Paul el Carnicero, al que enseguida se encontrará muerto sin sus mejillas. Antes de eso, el Conde Lecter ataca al carnicero por haber ofendido a su mujer, pero por su edad, termina muriendo.
A la edad de 18 años, Hannibal ingresa en la facultad de medicina, siendo el más joven de la clase. 
Demuestra habilidad en el dibujo, algo que prueba cada vez que dibuja el rostro del cuerpo a examinar. Hannibal dibuja la cara de Ojos Azules (como él lo llama, aunque su apellido sea Grutas).
Va averiguando cada vez más sobre lo sucedido aquel día en el que Mischa fue alejada de él, hasta llegar a un bosque donde encuentra sus restos sobre una fregadera. Los integrantes de ese falso grupo de médicos se habían comido a Mischa, pues al estar muriendo de hambre decidieron sobrevivir comiéndose a la niña.
Hannibal la venga asesinándolos uno a uno; los hombres sufren agónicamente mientras él disfruta eliminándolos.

## Adaptaciones

### Cine
- Hunter / Cazador de hombres (Manhunter, 1986), dirigida por Michael Mann, 1.ª adaptación de la novela El dragón rojo.
  - interpretada por William Petersen (agente del FBI Will Graham), Dennis Farina (Jack Crawford), Tom Noonan (Francis Dolarhyde), Brian Cox (Dr. Hannibal Lecktor), Benjamin Hendrickson (Dr. Frederick Chilton) y Joan Allen (Reeba Mc Clane).

- El silencio de los corderos / El silencio de los inocentes (The Silence of the Lambs, 1991), dirigida por Jonathan Demme.
  - interpretada por Jodie Foster (agente del FBI Clarice Starling), Anthony Hopkins (Hannibal Lecter), Scott Glenn (Jack Crawford), Ted Levine (Jame Gumb «Buffalo Bill») y Anthony Heald (Dr. Frederick Chilton).
  - 7 candidaturas a los Premios Óscar, de los cuales obtuvo 5 premios: mejor película, director (Jonathan Demme), guion adaptado (Ted Tally), actor (Anthony Hopkins) y actriz (Jodie Foster).

- Hannibal (Hannibal, 2001), dirigida por Ridley Scott.
  - interpretada por Julianne Moore (agente del FBI Clarice Starling), Anthony Hopkins (Hannibal Lecter), Gary Oldman (Mason Verger) y Ray Liotta (Paul Krendler).

- El dragón rojo (Red Dragon, 2002), dirigida por Brett Ratner, 2.ª adaptación de la novela El dragón rojo.
  - interpretada por Edward Norton (agente del FBI Will Graham), Harvey Keitel (Jack Crawford), Ralph Fiennes (Francis Dolarhyde), Anthony Hopkins (Hannibal Lecter), Anthony Heald (Dr. Frederick Chilton) y Emily Watson (Reeba Mc Clane).

- Hannibal: El origen del mal (Hannibal Rising, 2007), dirigida por Peter Webber.
  - interpretada por Gaspard Ulliel (Hannibal Lecter), Gong Li (Lady Murasaki), Dominic West (inspector Pascal Popil) y Rhys Ifans (Vladis Grutas).

### Televisión
- Hannibal (Hannibal, 2013-2015), serie de televisión creada por Bryan Fuller.
  - interpretada por Hugh Dancy (agente del FBI Will Graham), Mads Mikkelsen (Hannibal Lecter), Laurence Fishburne (Jack Crawford), Caroline Dhavernas (Dra. Alana Bloom), Hettienne Park (Beverly Katz), Raúl Esparza (Dr. Chilton), y Gillian Anderson (Dra. Bedelia Du Maurier).

## Premios y reconocimientos

### PorEl silencio de los corderos
100 villanos del cine
- Dr. Hannibal Lecter: Puesto número 1.

Óscar 1991
- Anthony Hopkins: Oscar al mejor actor.

Globos de Oro 1992
- Anthony Hopkins: Nominación a mejor actor.

Premios Saturn 1992
- Anthony Hopkins: mejor actor.

Premios BAFTA 1991
- Anthony Hopkins: mejor actor.

### Por Hannibal
MTV Movie Awards
- Anthony Hopkins: Nominación a mejor villano de 2002.

## Cultura popular
Hannibal Lecter (específicamente en el papel de Hopkins) fue frecuentemente parodiado y referenciado en diferentes medios. Algunos de ellos incluyen una aparición en la revista MAD, al igual que varias series televisivas y películas tales como Los Simpsons, French and Saunders, Cats & Dogs: The Revenge of Kitty Galore, South Park, el programa de Nickelodeon, Los padrinos mágicos, Fillmore!, The Office, Whose Line Is It Anyway?, Padre de familia, Happy Tree Friends, The Cable Guy, Austin Powers in Goldmember, Addams Family Values, El crítico, Doctor House y Clerks II.
El personaje fue parodiado en un musical llamado Silence! The Musical.
El rapero Eminem frecuentemente lo menciona en sus canciones.